# 日本禪宗
日本禪宗，是鎌倉時代自中國南宋傳入的大乘佛教禪宗宗派，由於獲得鎌倉幕府支持，形成日本歷史上特有的佛教禪宗系統。在西方世界，日本禪宗和藏傳佛教是最具有影響力的佛教流派，“禪”字也常以作為日語「禪」發音譯為“Zen”（南宋官話禪字發音”Zen“近似現代粵語），與中國漢地普通話的“Chan”作區分。
幕府以日本武士的領導者身分，取代平安時代的公家貴族執政，幕府將軍崇尚以“忠君、节义、廉耻、勇武、坚忍”为核心的思想，结合儒学、佛教禅宗、神道教，形成日本武士階層的道德規範“武士道”。
日本的茶道、插花、武術、傳統文學等，皆受到日本禪宗很大的影響。

## 源流
1187年，日僧明庵榮西於中国受传临济宗黄龙派心印，归国后大兴临济宗禅法，1202年創建京都建仁寺。
1246年，南宋禪師蘭溪道隆至日本，传入临济宗杨岐派禅法，並於1253年創建鎌倉建長寺。
1223年日本道元禪師入宋，從學於天童山曹洞宗如淨禪師門下，傳回日本，1246年建立永平寺，提倡「只管打坐」，為日本曹洞宗的開始。法鼓山聖嚴法師，即為曹洞傳人。
日本禅宗现主要有曹洞宗、临济宗、黄檗宗（1654年福建临济宗黄檗山万福寺隠元隆琦应邀赴日所传）。
20世纪初，铃木大拙向西方传播禅宗思想。铃木大拙所传播的禅宗思想更多是一种生活哲学，而非世界观哲学，更适合大众口味。
另外除了传统的宗教、哲学研究之外，日本还有一批民间的文艺界人士宣扬他们理解的「禅」，例如地下音乐界的噪音禅等。